# 原町市
原町市（日语：／ Haramachi shi */?）是位于福島縣濱通北部的一個已不存在的市。2006年1月1日，與鹿島町、小高町合併為南相馬市。